# 巴尔瓦迪略
巴尔瓦迪略，是西班牙卡斯蒂利亚-莱昂萨拉曼卡省的一个市镇。 总面积36平方公里，总人口538人（2001年），人口密度15人/平方公里。